# NGC 7335
NGC 7335 est une vaste galaxie lenticulaire située dans la constellation de Pégase. Sa vitesse par rapport au fond diffus cosmologique est de 5 972 ± 46 km/s, ce qui correspond à une distance de Hubble de 88,1 ± 6,2 Mpc (∼287 millions d'al). NGC 7335 a été découverte par l'astronome germano-britannique William Herschel en 1784.
Dans le ciel terrestre, NGC 7335 apparaît proche de la galaxie spirale NGC 7331, au même titre que d'autres objets célestes figurants dans le catalogue NGC. La distance de Hubble de NGC 7331 est égale à 7,23 ± 0,61 Mpc (∼23,6 millions d'al), ce qui signifie qu'elle est bien plus rapprochée de nous que ne le sont NGC 7335 et ses voisines dix fois plus éloignées. Ce regroupement visuel de galaxies  est connu chez les anglophones sous le nom de Deer Lick Group,.

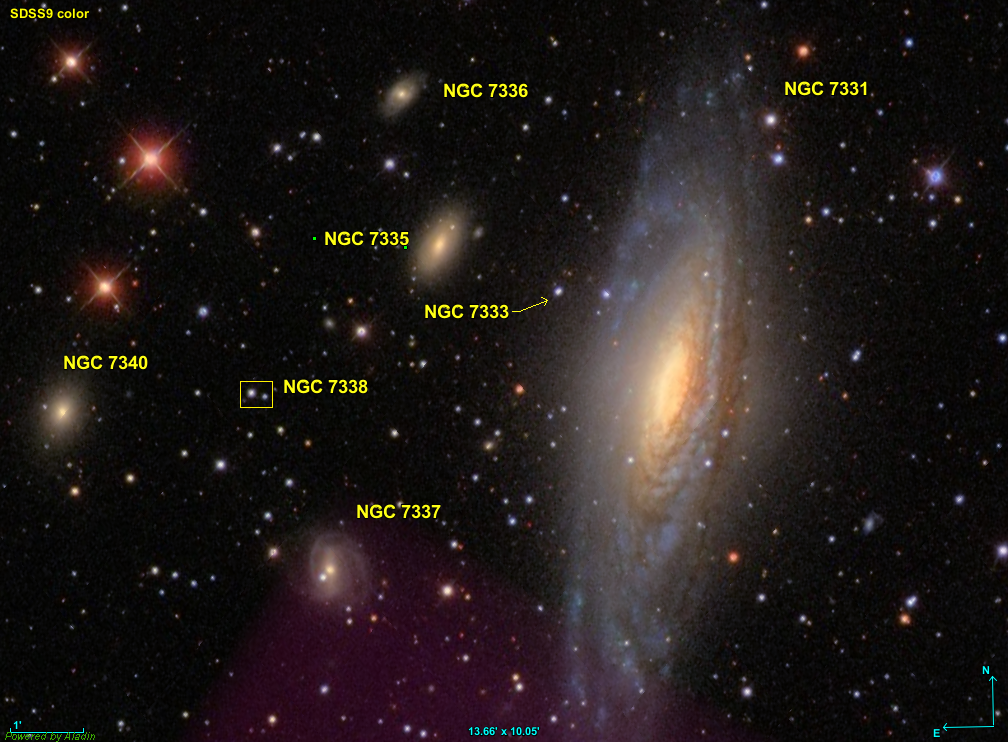
Image légendée du Deer Lick Group (image SDSS).